# Pomnik Ofiar Obozu Pracy w Treblince
Pomnik Ofiar Obozu Pracy w Treblince – pomnik w miejscu straceń w lesie nieopodal byłego niemieckiego nazistowskiego karnego obozu pracy Treblinka I, upamiętniający blisko 10 tys. zmarłych i zamordowanych więźniów.

## Historia
Późnym latem 1941 roku na terenie gminy Kosów w powiecie sokołowskim, w odległości około sześciu kilometrów od stacji kolejowej Treblinka, okupanci niemieccy utworzyli karny obóz pracy dla ludności polskiej i żydowskiej (potocznie Treblinka I). Jego więźniowie pracowali przede wszystkim w pobliskiej żwirowni. Obóz istniał do końca lipca 1944 roku. Przeszło przezeń około 20 tys. osób, z czego około 10 tys. zmarło lub zostało zamordowanych. Od lipca 1942 roku do listopada 1943 roku, w odległości około dwóch kilometrów od obozu pracy, istniał także ośrodek zagłady, zwyczajowo nazywany Treblinka II. Niemcy prowadzili w nim eksterminację ludności żydowskiej. W ocenie Jacka A. Młynarczyka minimalną liczbę jego ofiar należy szacować na 780 863 osoby.
Niemcy zostali wyparci z okolic Treblinki w sierpniu 1944 roku. Przez następnych dwadzieścia lat pozostałości po obu obozach pozostawały niezabezpieczone i nieupamiętnione. Aktywnie działały tam „hieny cmentarne” – Polacy i żołnierze Armii Czerwonej – rozkopujące tereny poobozowe w poszukiwaniu złota i kosztowności. W 1947 roku podjęto co prawda pewne działania mające na celu uczczenie ofiar Treblinki, m.in. rozpisano konkurs na projekt mauzoleum, jednakże władze komunistyczne szybko straciły zainteresowanie tą sprawą. Wybrany w wyniku konkursu projekt Alfonsa Zielonki i Władysława Niemca nie został zrealizowany.
W 1955 roku Centralny Zarząd Muzeów i Zabytków Ministerstwa Kultury i Sztuki ogłosił kolejny konkurs na zagospodarowanie terenów poobozowych w Treblince. Zwycięską pracą okazał się projekt autorstwa Franciszka Duszeńki i Adama Haupta.  Jego realizacja znacznie przeciągnęła się jednak w czasie. Na przeszkodzie stał przede wszystkim brak funduszy. Wystąpiły również opóźnienia w przygotowaniu założeń projektowych i dokumentacji prawnej. W trakcie opiniowania wspomnianych założeń przedmiotem dyskusji stała się m.in. forma upamiętnienia karnego obozu pracy. Historycy Janusz Gumkowski i Adam Rutkowski, którzy opiniowali projekt z ramienia Głównej Komisji Badania Zbrodni Hitlerowskich i Żydowskiego Instytutu Historycznego, sprzeciwili się zrównywaniu obozu pracy z obozem zagłady. Byli zdania, że założenie przestrzenno-pomnikowe powinno objąć przede wszystkim obszar Treblinki II, podczas gdy były obóz pracy powinien zostać jedynie uporządkowany i oznaczony płytą pamiątkową. Postulowali również rezygnację z wykupu terenu żwirowni, w której pracowali więźniowie Treblinki I oraz rezygnację z budowy pomnika, który miał łączyć oba obozy. Część ich uwag uwzględniono podczas realizacji inwestycji.
10 maja 1964 roku oficjalnie odsłonięto pomnik w byłym ośrodku zagłady Treblinka II. Założenie przestrzenno-pomnikowe upamiętniające ofiary obu obozów otrzymało nazwę Mauzoleum Walki i Męczeństwa w Treblince. Jego zasadniczą część stanowi upamiętnienie byłego obozu zagłady. Skromniejszą formę przyjęło natomiast upamiętnienie obozu pracy. W 1986 roku mauzoleum zostało przekształcone w oddział Muzeum Regionalnego w Siedlcach, a jego nazwę zmieniono na Muzeum Walki i Męczeństwa w Treblince. W 2018 roku muzeum stało się samodzielną samorządową instytucją kultury pod nazwą „Muzeum Treblinka. Niemiecki nazistowski obóz zagłady i obóz pracy (1941–1944)”.

## Wygląd pomnika

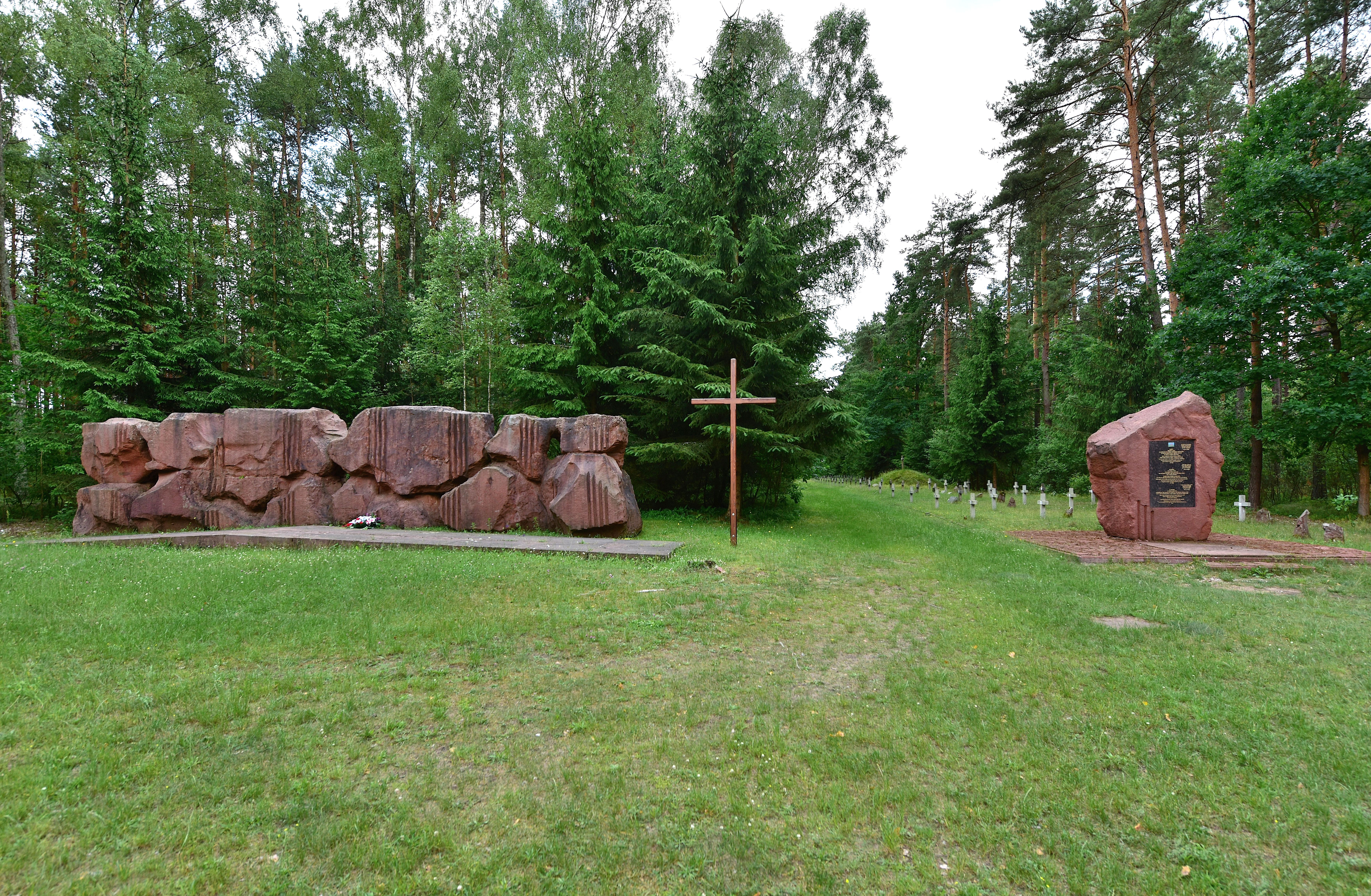
Ogólny widok upamiętnienia

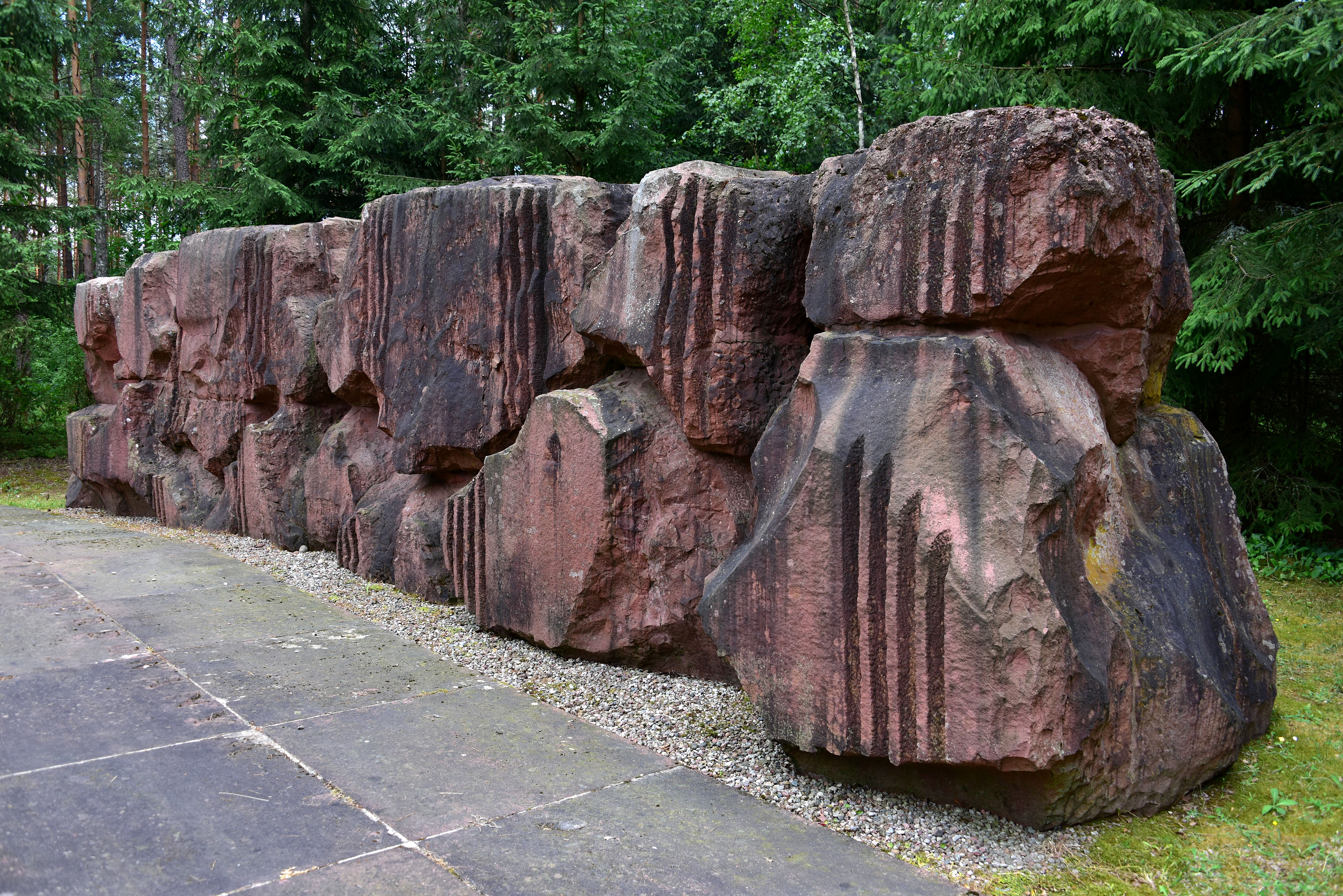
Frontowa część „ściany śmierci”

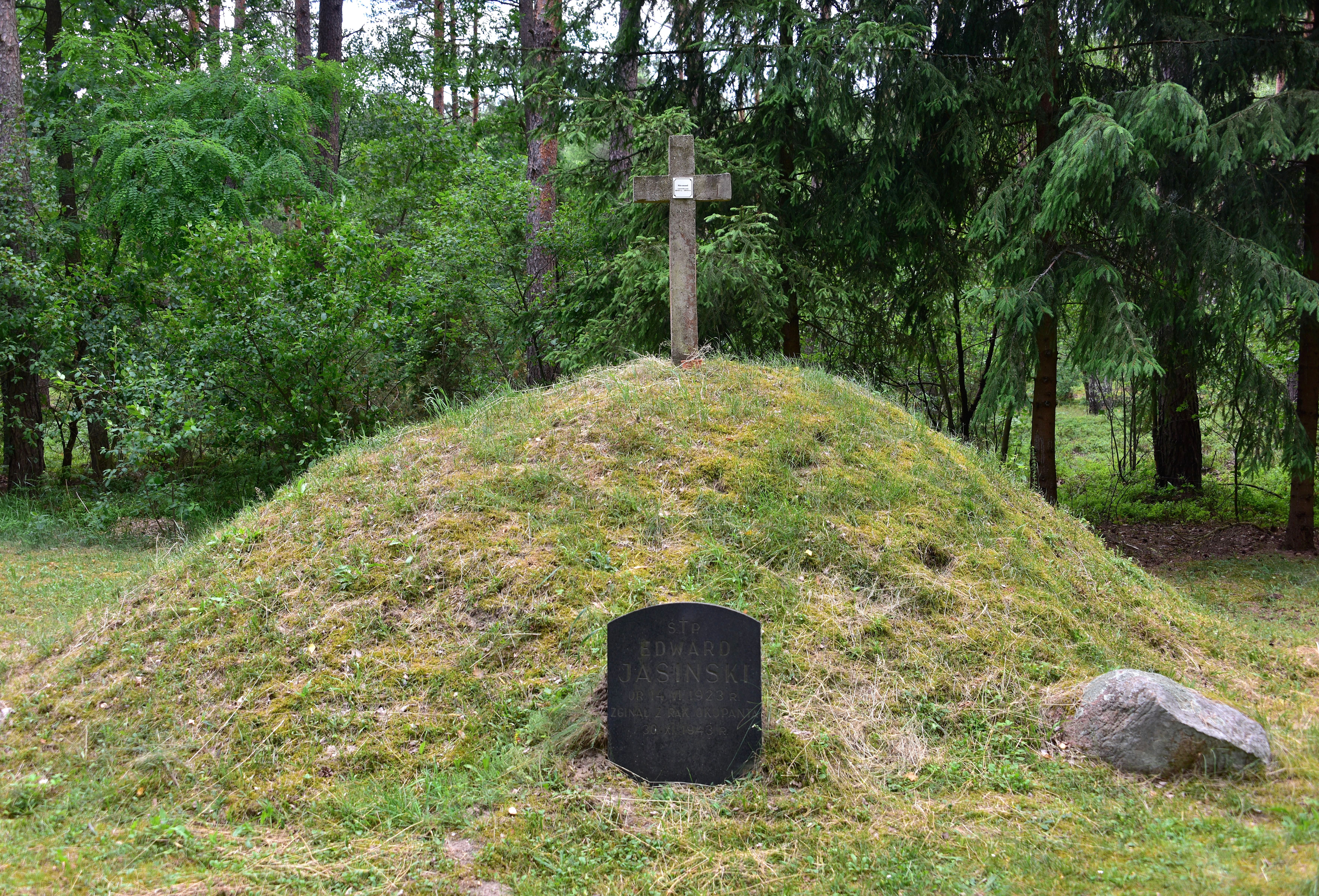
Kopiec usypany w 1947 roku

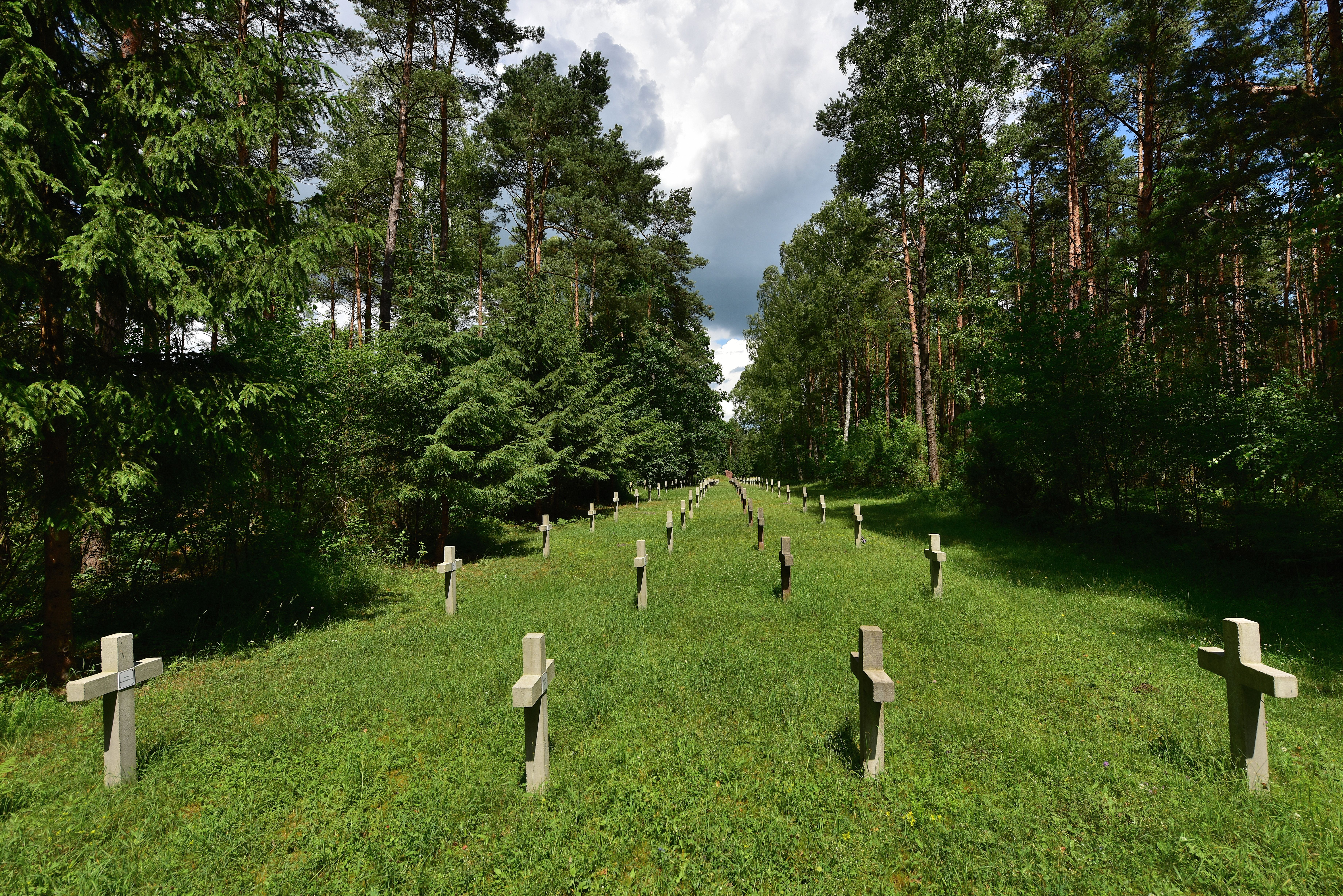
Krzyże znaczące zbiorowe mogiły

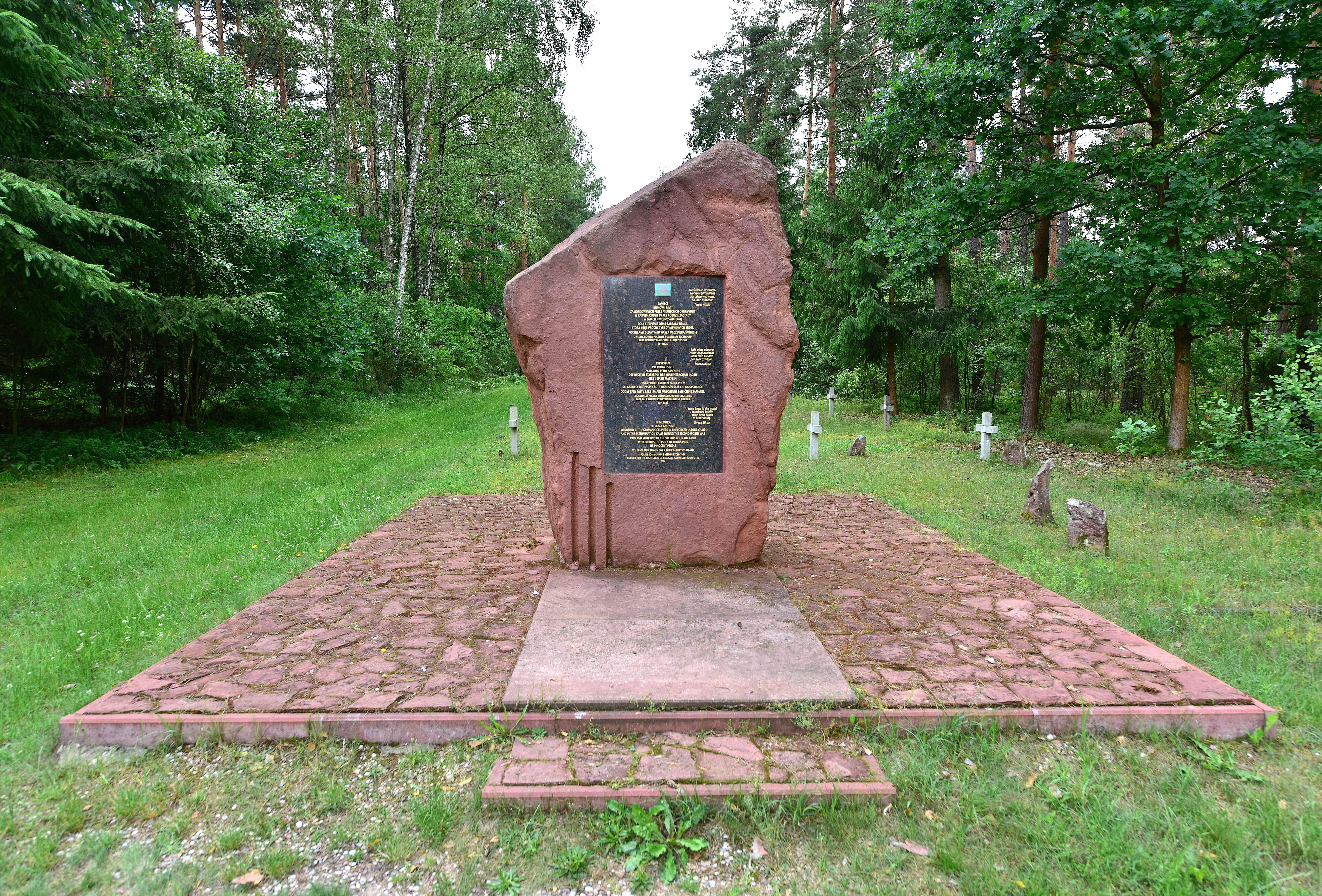
Pomnik z 2014 upamiętniający zamordowanych Romów i Sinti

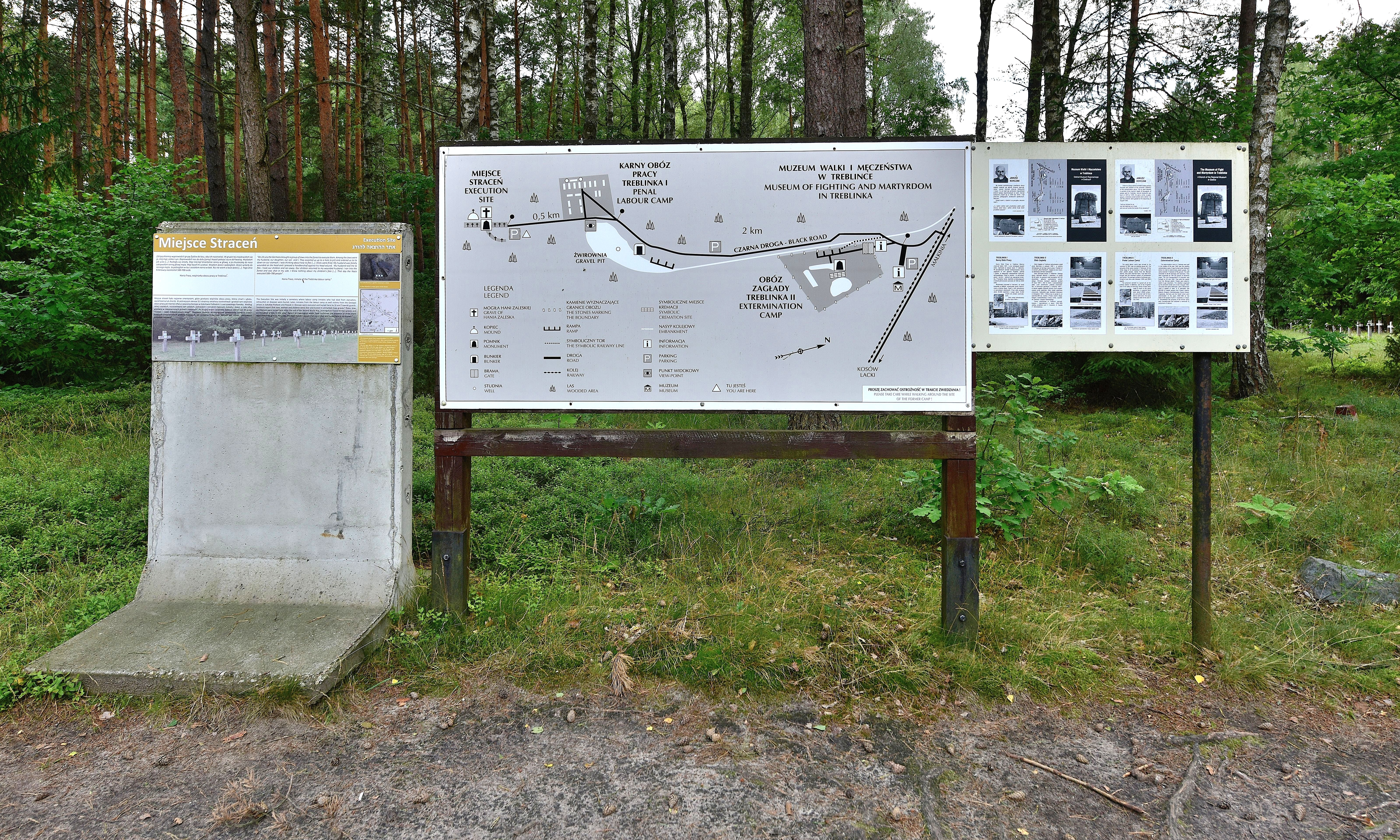
Tablice informacyjne w miejscu straceń

W tzw. Lesie Maliszewskim, w odległości około 0,5 kilometra na południe od karnego obozu pracy, Niemcy przeprowadzali masowe egzekucje oraz grzebali więźniów zmarłych z powodu głodu, chorób i wyczerpania. W tym właśnie miejscu wzniesiono pomnik upamiętniający ofiary obozu. Jego autorem był Franciszek Strynkiewicz, pracownik Zakładów Artystyczno-Badawczych przy warszawskiej Akademii Sztuk Pięknych. Pomnik stanowi jego wkład artystyczny w całość projektu Mauzoleum Walki i Męczeństwa w Treblince.
Nie nastąpiła artystyczna ingerencja w teren samego obozu. Ograniczono się jedynie do jego odlesienia oraz do zabezpieczenia pozostałości po obozowych budynkach. Ponadto przy wschodniej granicy obozu zasadzono las, który oddzielił go od pobliskiej żwirowni. Tę ostatnią włączono w skład mauzoleum w Treblince, tworząc tam jednocześnie punkt widokowy. W pierwszej dekadzie XXI wieku przy pozostałościach po obozowych budynkach i obiektach ustawiono tablice informacyjne.
Pomnik w miejscu straceń ma formę ściany z czerwonego piaskowca. Ma długość 12 metrów, wysokość 2,7 metra i szerokość 1,6 metra. Nazywany jest zwyczajowo „ścianą śmierci” lub „ścianą straceń”. Zbudowany jest z bloków, które wyglądem przypominają krople krwi. Powtarzającym się motywem są wyżłobione w kamieniu cztery biegnące pionowo linie proste. Można je interpretować jako więźniarskie pasiaki lub ślady po kulach. Brak innych akcentów rzeźbiarskich lub napisów.
Przed frontem pomnika leży płyta o długości 12 metrów i szerokości 2,25 metra, również wykonana z czerwonego piaskowca. Jej kształt przywodzi na myśl dwie płyty nagrobne, u krańców zanurzone w ziemi. Na płycie wyryto napis: „W hołdzie pomordowanym”. Do pomnika prowadzą „łezki”, czyli nieregularne formy z czerwonego piaskowca, które symbolizują krople krwi. Przy alejce za pomnikiem znajduje się zwieńczony krzyżem kopiec, który został usypany przez dzieci szkolne we wrześniu 1947 roku. Kryje kości ofiar, które zebrano wówczas na terenie poobozowym.
Znajdujące się w lesie zbiorowe mogiły zostały oznaczone 112 betonowymi krzyżami o wysokości jednego metra. Pojedynczymi krzyżami oznaczono także dwanaście mniejszych grobów. W 2001 roku, przy pomocy szarych krawężników, ponownie wytyczono zatarte już granice pomiędzy poszczególnymi mogiłami. Na niektórych krzyżach umieszczono również tabliczki z nazwiskami ofiar. W 2015 roku liczba znajdujących się w lesie krzyży wynosiła już 140.
Co roku, w pierwszą sobotę września, na terenie byłego obozu pracy odbywają się uroczystości patriotyczno-religijne. Tradycja tych spotkań sięga początku lat 80. XX wieku. Początkowo organizowano je oddolnie, od lat 90. w ich organizację włączone jest muzeum w Treblince. Centralnym elementem uroczystości jest droga krzyżowa, która rozpoczyna się przy byłej żwirowni, a kończy się mszą świętą przy pomniku w miejscu straceń.
W 2014 roku nieopodal  „ściany śmierci” odsłonięto pomnik poświęcony zamordowanym Romom i Sinti.